# Jochinteol
Jochinteol är en ort i Mexiko.   Den ligger i kommunen Tila och delstaten Chiapas, i den sydöstra delen av landet, 700 km öster om huvudstaden Mexico City. Jochinteol ligger 408 meter över havet och antalet invånare är 511.
Terrängen runt Jochinteol är kuperad. Runt Jochinteol är det ganska glesbefolkat, med 38 invånare per kvadratkilometer. Närmaste större samhälle är Nuevo Limar, 5,6 km söder om Jochinteol. Trakten runt Jochinteol består till största delen av jordbruksmark.